# Festuca trollii
Festuca trollii är en gräsart som beskrevs av Evgenii Borisovich Alexeev. Festuca trollii ingår i släktet svinglar, och familjen gräs.
Artens utbredningsområde är Bolivia. Inga underarter finns listade i Catalogue of Life.